# Model IS/LM

Krzywa IS przesuwa się w prawo, powodując wzrost stopy procentowej i wzrost PKB.

Model IS/LM, pierwszy raz wyprowadzony przez Sir Johna Hicksa i Alvina Hansena, był używany od 1937. 

## Podstawowe informacje
Model IS-LM można przedstawić na wykresie w postaci dwóch przecinających się krzywych w pierwszej ćwiartce układu współrzędnych.
Oś pozioma reprezentuje dochód narodowy lub realny produkt krajowy brutto i oznaczana jest Y. Oś pionowa oznacza nominalną stopę procentową i.
Krzywa IS reprezentuje punkty równowagi pomiędzy oszczędnościami a wydatkami na inwestycje ("Investment/Saving equilibrium"). Od 1937 roku zmieniono jej znaczenie, obecnie stanowi ona punkty równowagi, w których całkowite wydatki (wydatki na konsumpcje + zaplanowane prywatne inwestycje + wydatki rządowe + eksport netto) równają się produktowi gospodarki (równoważne z produktem krajowym brutto). Poziom realnego produktu krajowego brutto jest determinowany przez poziom stopy procentowej.
Krzywa LM jest dodatnio nachylona, reprezentuje ona sytuacje na rynku finansowym i monetarnym. Przedstawia ona kombinacje stopy procentowej i realnego PKB dla których rynek pieniężny jest w równowadze. Skrót LM oznacza "Liquidity/"Money supply" 
W zamkniętej gospodarce krzywa IS opisana jest przez następujące równanie:Y=C(Y-T)+I(r)+G, gdzie Y oznacza PKB, c(Y-T) – wydatki konsumentów (jako funkcja dochodu do dyspozycji), I(r) oznacza inwestycje jako funkcja realnej stopy procentowej, G oznacza wydatki rządowe i T jest poziomem podatków. W tym równaniu wartości G i T są podane z zewnątrz (są zmiennymi egzogenicznymi). Krzywa LM opisana jest równaniem M/P=L(r,Y), gdzie M/P oznacza realną podaż pieniądza, L jest funkcją stopy procentowej (r) oraz dochodu (Y) i oznacza popyt na pieniądz. Aby model ten przedstawiał gospodarkę otwartą należy do równania krzywej IS dodać eksport netto 
(X-M) = eksport – import.